# McCartney III
McCartney III ist das 19. Soloalbum von Paul McCartney. Es ist einschließlich der Wings-Alben, der Fireman-Alben, der klassischen Alben, der Livealben und Kompilationsalben das 49. Album des Singer-Songwriters Paul McCartney nach der Auflösung der Band The Beatles. Es wurde am 18. Dezember 2020 veröffentlicht.
Es ist die Fortsetzung der Alben McCartney (1970) und McCartney II (1980). Damit ist es das dritte Album, auf dem McCartney überwiegend jedes Instrument selbst spielt.

## Entstehung und Resonanz
Seit seinem Studioalbum Egypt Station aus dem Jahr 2018 erfolgte vom 17. September 2018 bis zum 13. Juli 2019 die neue Paul-McCartney-Tournee unter der Bezeichnung „Freshen Up Tour“. Am 12. Juli 2019 wurde das Livealbum Amoeba Gig veröffentlicht, das ein Konzert aus dem Jahr 2007 beinhaltet. Im Jahr 2019 veröffentlichte McCartney zwei Bücher, im Januar Less Meat, Less Heat, das eine Verbindung zwischen Fleischkonsum und Erderwärmung aufzeigt, und im September Hey Grandude!, ein Kinderbuch, das von Kathryn Durst illustriert wurde. Darüber hinaus erschien ein von McCartney besprochenes Hörbuch.

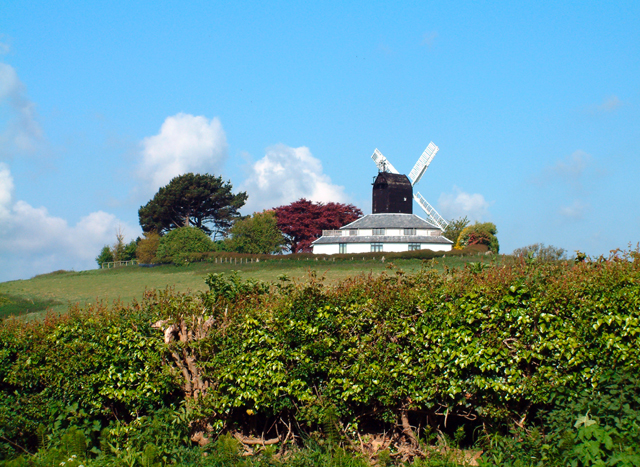
Hogg-Hill-Mill-Studio

McCartney wollte seine „Freshen-up-Tournee“ um zehn weitere Konzerte ins Jahr 2020 verlängern. Die zehn Termine in mehreren westeuropäischen Ländern wurden für Mai und Juni angesetzt, mussten allerdings aufgrund der COVID-19-Pandemie abgesagt werden. Paul McCartney befand sich während des ersten britischen Lockdown in seinem Haus in Sussex, wo sich auch sein Tonstudio Hogg Hill Mill in der Nähe befindet, in dem er begann, alleine neue Lieder aufzunehmen und ältere fertigzustellen; dabei übernahm er ebenfalls die Produktion. McCartney wollte die Zeit nutzen, obwohl eigentlich kein Album für das Jahr 2020 geplant war. Er schrieb neue Titel und verarbeitete auch Fragmente älterer Songs. Ursprünglich war nur vorgesehen, den von seinem Farmerleben (1969–1973 in Schottland) inspirierten Titel When Winter Comes zu bearbeiten, den er am 2. September 1992 mit George Martin aufgenommen hatte. Auch das Lied Slidin’  war schon älter, es wurde größtenteils während der Arbeiten zum Album Egypt Station aufgenommen, aber erst 2020 fertiggestellt. Er verbrachte den Lockdown mit seiner Tochter Mary und ihrer Familie. Laut McCartney entstand während der Entstehungsphase des Albums ein Ritual: Während seine Tochter die Familie bekochte, spielte er im Studio neue Lieder ein, die er dann abends seiner Familie mit seinem Handy präsentierte. McCartney bezeichnete die Zeit des Lockdowns für ihn persönlich als „Rockdown“.
Paul McCartney sagte dazu: „Ich hatte einige Sachen, an denen ich im Laufe der Jahre gearbeitet hatte, aber manchmal lief die Zeit ab und es blieb halbfertig, also fing ich an, darüber nachzudenken, was ich hatte. Also, ich habe einfach Sachen gemacht, die ich mir vorstellte. Ich hatte keine Ahnung, dass das als Album enden würde.“
Am 21. Oktober 2020 kündigte Paul McCartney dann sein neues Studioalbum McCartney III für den 11. Dezember an. Das Album wurde im November auf den 18. Dezember 2020 verschoben – angeblich, um den Presswerken genügend Zeit zu geben, mit all den verschiedenen Vinyl-Editionen fertig zu werden.
Das Album wurde auf schwarzem Vinyl sowie limitiert auf orangefarbenem, rotem, weißem, rosafarbenem, grünem, blauem, transparentem und gelbem (mit zwei schwarzen Halbkreisen am Rand) Vinyl veröffentlicht. Es gab zusätzlich zwei Kassettenversionen: eine schwarze Kassette und eine halbdurchsichtige „Smokey-Tint“-Version.
Weiterhin wurden neben der handelsüblichen CD noch vier weitere CDs veröffentlicht, die jeweils einen eigenen Bonustitel beinhalten. Die vier CDs haben jeweils auf dem Frontcover einen weißen, roten, blauen oder gelben Würfel abgebildet. Die vier CDs gab es auch mit der jeweiligen farbigen (weißen, roten, blauen, gelben) Zusatzausstattung (Würfel, Gesichtsmaske, Kappe und T-Shirt) zu kaufen. Die CD wurde auch mit einem Songbuch in einer limitierten Version vertrieben, sowie eine limitierte CD, die einen grünen Würfel auf dem Cover abbildet.
Das Album McCartney III war in Deutschland (14. Top-Ten-Album), Großbritannien (29. Top-Ten-Album) und in den USA (21. Top-Ten-Album) kommerziell erfolgreich. Es ist das dritte Album von Paul McCartney, das den ersten Platz der deutschen Charts erreichte und nach Flowers in the Dirt (1989) das achte Nummer-eins-Album in Großbritannien.
2021 veröffentlichte McCartney gemeinsam mit Beck und weiteren befreundeten Musikern das Album McCartney III Imagined, auf dem Neuinterpretationen, Remixe und Coverversionen von Liedern des Albums McCartney III aufgenommen wurden.

## Covergestaltung
Das Cover wurde von Ed Ruscha, einem Bekannten der Familie McCartney, gestaltet. Die Fotos stammen von Mary McCartney sowie Sonny McCartney, dem Neffen von Paul McCartney. Das Cover zeigt einen auf der Kante stehenden klassischen sechsseitigen Spielwürfel mit der Augenzahl drei. Dieser scheint auf einer Glasfläche zu stehen, da er sich am Boden spiegelt. Die Umgebung ist schwarz gehalten, und umrahmt wird das Cover durch einen weißen Rand. Der CD liegt ein 16-seitiges bebildertes Begleitheft bei, das Informationen zum Album, den verschiedenen Stücken und die Liedtexte enthält. Auf der Innenseite des aufklappbaren CD-Pappcovers sind Fotos abgedruckt. Die Rückseite des Covers zeigt Paul McCartney im Seitenprofil.
Die Sonderausgaben des Albums haben unterschiedliche Covergestaltungen.

## Titelliste
Bis auf den Titel When Winter comes und Slidin’  stammen alle Titel aus dem Jahr 2020.
1. Long Tailed Winter Bird – 5:17
2. Find my Way – 3:55
3. Pretty Boys – 3:01
4. Woman and Wives – 2:52
5. Lavatory Lil – 2:23
6. Deep Deep Feeling – 8:26
7. Slidin'  – 3:23
8. The Kiss of Venus – 3:06
9. Seize of the Day – 3:21
10. Deep Down – 5:53
11. Winter Bird / When Winter comes – 3:12

### Sonderausgaben
Japanische Bonustracks
1. Women And Wives (Studio Outtake) – 3:15
2. Lavatory Lil'  (Studio Outtake) – 2:06
3. The Kiss Of Venus (Phone Demo) – 2:10
4. Slidin' (Düsseldorf Jam) – 4:58

Blauer Würfel – Bonustrack
1. Slidin' (Düsseldorf Jam) – 4:58

Roter Würfel – Bonustrack
1. Lavatory Lil'  (Studio Outtake) – 2:06

Weißer Würfel – Bonustrack
1. The Kiss Of Venus (Phone Demo) – 2:10

Gelber Würfel – Bonustrack
1. Women And Wives (Studio Outtake) – 3:15

### Vinyl-Langspielplatte
Die Vinyl-Langspielplatte hat eine veränderte Titelreihenfolge, die Lieder Deep Deep Feeling und Slidin wurden mit ihren Positionen getauscht.
| Seite 1 1. Long Tailed Winter Bird 2. Find my Way 3. Pretty Boys 4. Woman and Wives 5. Lavatory Lil 6. Slidin | Seite 2 1. Deep Deep Feeling 2. The Kiss of Venus 3. Seize of the Day 4. Deep Down 5. Winter Bird / When Winter comes |

## Weitere Informationen zu einzelnen Liedern
- Pretty Boys handelt von männlichen Models, die häufig Anzüglichkeiten von Fotografen während der Fototermine ausgesetzt sind.[25]
- Woman and Wives wurde durch ein Buch über den Blues-Künstler Lead Belly inspiriert.
- Lavatory Lil behandelt eine fiktive unsympathische Person.
- Slidin'  entstand während eines Soundchecks im Mai 2016 in Düsseldorf.
- The Kiss of Venus, komponiert von Paul McCartney, wurde durch das Buch A Little Book of Coincidence in the Solar System von John Martineau über die Umlaufbahnen der Planeten beeinflusst. Kiss of Venus („Kuss der Venus“) bezeichnet das gelegentliche nahe Herankommen der Venus an die Erde.[26]
- Winter Bird / When Winter comes behandelt im Text, der Erinnerungen McCartneys an seine Schaffarm in Schottland (1969–1973) enthält, ähnlich wie McCartneys Komposition Heart of the Country[27] auf dem Album Ram, das idealisierte ländliche Leben auf einem Bauernhof.

## Wiederveröffentlichung
- Am 5. August 2022 erschien die von Ed Ruscha und Nick Steinhardt gestaltete Box McCartney I / II / III. Diese enthält die drei McCartney-Alben von Capitol Records im CD-Format,[28] im Vinyl-Format[29] sowie in farbigem Vinyl (McCartney: Klar, McCartney II: weiß, McCartney III: cremeweiß).[30]
  - Am 5. August 2022 wurde das Album McCartney in Dolby Atmos auf Streaming-Plattformen veröffentlicht. Die Abmischung erfolgte von Giles Martin.[31]
- Am 15. Dezember 2023 wurde McCartney III als Langspielplatte mit neu gestaltetem Cover, beiliegend eine handgeschriebene Notiz von McCartney sowie ein Skizzenposter von Ed Ruscha, wiederveröffentlicht. Die LP wird in dreifarbigem Vinyl veröffentlicht, wobei drei verschiedene Versionen erhältlich sind.[32]

## Singleauskopplungen

### The Kiss of Venus
In Europa wurde 2020 die Promotion-CD The Kiss of Venus veröffentlicht.

### Find My Way
Der Titel Find My Way wurde am 18. Dezember 2020 als Download-Single veröffentlicht.

### Woman and Wives
Am 18. Juni 2022 erschien zum 80. Geburtstag von Paul McCartney die 12" Vinyl-Single Woman and Wives / Woman And Wives (St. Vincent Remix).

## Musikvideos
Für die Lieder Find My Way, When Winter Comes und Slidin'  wurden Musikvideos hergestellt.

## Chartplatzierungen
McCartney III erreichte in Deutschland die Chartspitze der Albumcharts und platzierte sich eine Woche an ebendieser sowie vier Wochen in den Top 10 und 13 Wochen in den Top 100. McCartney erreichte hiermit nach Tug of War und Egypt Station zum dritten Mal die Chartspitze als Solokünstler in Deutschland. Das Album wurde zum 14. Top-10-Erfolg sowie zum 36. Chartalbum. Darüber hinaus erreichte das Album Rang vier der deutschen Vinylcharts. 2021 belegte McCartney III Rang 17 der deutschen Vinyl-Jahrescharts.
| ChartsChartplatzierungen       | Höchstplatzierung | Wochen |
| ------------------------------ | ----------------- | ------ |
| Deutschland (GfK)              | 1 (13 Wo.)        | 13     |
| Österreich (Ö3)                | 2 (12 Wo.)        | 12     |
| Schweiz (IFPI)                 | 2 (15 Wo.)        | 15     |
| Vereinigtes Königreich (OCC)   | 1 (3 Wo.)         | 3      |
| Vereinigte Staaten (Billboard) | 2 (4 Wo.)         | 4      |

| ChartsJahrescharts (2021) | Platzierung |
| ------------------------- | ----------- |
| Deutschland (GfK)         | 41          |
| Schweiz (IFPI)            | 43          |